# Edgar A. Jonas
Edgar Allan Jonas (* 14. Oktober 1885 in Mishicot, Manitowoc County, Wisconsin; † 14. November 1965 in Evanston, Illinois) war ein US-amerikanischer Politiker. Zwischen 1949 und 1955 vertrat er den Bundesstaat Illinois im US-Repräsentantenhaus.

## Werdegang
Edgar Jonas besuchte die öffentlichen Schulen seiner Heimat und die Manitowoc County Normal School. Zwischen 1903 und 1907 war er als Lehrer in seinem Heimatbezirk tätig. Nach einem anschließenden Jurastudium an der Chicago Law School und seiner 1909 erfolgten Zulassung als Rechtsanwalt begann er in Chicago in diesem Beruf zu arbeiten. In den Jahren 1919 und 1920 gehörte er zu den juristischen Beratern der Stadt Chicago (Assistant Corporation Counsel). Von 1921 bis 1923 war er stellvertretender Staatsanwalt im Cook County. Danach amtierte er von 1923 bis 1937 als städtischer Richter in Chicago. In den Jahren 1941 und 1942 war er Richter am Superior Court des Cook County. Gleichzeitig schlug er als Mitglied der Republikanischen Partei eine politische Laufbahn ein. Zwischen 1945 und 1947 war er beisitzendes Mitglied (Associate Member) des Begnadigungsausschusses von Illinois. Im Juni 1948 nahm er als Delegierter an der Republican National Convention in Philadelphia teil.
Bei den Kongresswahlen des Jahres 1948 wurde Jonas im zwölften Wahlbezirk von Illinois in das US-Repräsentantenhaus in Washington, D.C. gewählt, wo er am 3. Januar 1949 die Nachfolge von Noah M. Mason antrat, der in den 15. Distrikt wechselte. Nach zwei Wiederwahlen konnte er bis zum 3. Januar 1955 drei Legislaturperioden im Kongress absolvieren. In diese Zeit fielen der Beginn des Kalten Krieges, der Koreakrieg und der Anfang der Bürgerrechtsbewegung.
1954 wurde Edgar Jonas nicht wiedergewählt. Zwei Jahre später bewarb er sich erfolglos um die Rückkehr in den Kongress. Nach dem Ende seiner Zeit im US-Repräsentantenhaus praktizierte er wieder als Anwalt in Chicago. Er starb am 14. November 1965 in Evanston und wurde in Chicago beigesetzt.